# 전북특별자치도의 고등학교 목록
다음 목록은 전북특별자치도에 있는 고등학교 목록이다.

## 가
강호항공고등학교 ·  고산고등학교 ·  고창고등학교 ·  고창북고등학교 ·  군산고등학교 ·  군산기계공업고등학교 ·  군산동고등학교 ·  군산상일고등학교 ·  군산여자고등학교 ·  군산여자상업고등학교 ·  군산영광여자고등학교 ·  군산제일고등학교 ·  군산중앙고등학교 ·  군산중앙여자고등학교 ·  글로벌학산고등학교 ·  김제고등학교 ·  김제농생명마이스터고등학교 ·  김제서고등학교 ·  김제여자고등학교

## 나
남성고등학교 ·  남원고등학교 ·  남원국악예술고등학교 ·  남원서진여자고등학교 ·  남원여자고등학교 ·  남원용성고등학교 ·  남원제일고등학교

## 다
덕암고등학교 ·  덕암정보고등학교 ·  동계고등학교 ·  동국대학교 사범대학 부속 금산고등학교 ·  동암고등학교

## 마
마령고등학교 ·  만경고등학교 ·  만경여자고등학교 ·  무주고등학교 ·  무풍고등학교

## 바
배영고등학교 ·  백산고등학교 ·  백화고등학교 ·  부안고등학교 ·  부안여자고등학교

## 사
산서고등학교 ·  상산고등학교 ·  서림고등학교 ·  서영여자고등학교 ·  설천고등학교 ·  성원고등학교 ·  성일고등학교 ·  세인고등학교 ·  수소에너지고등학교 ·  순창고등학교 ·  순창제일고등학교 ·  신태인고등학교

## 아
안성고등학교 ·  안천고등학교 ·  양현고등학교 ·  여산고등학교 ·  완산고등학교 ·  완산여자고등학교 ·  완주고등학교 ·  왕신여자고등학교 ·  우석고등학교 ·  원광고등학교 ·  원광보건고등학교 ·  원광여자고등학교 ·  위도고등학교 ·  유일여자고등학교 ·  이리고등학교 ·  이리공업고등학교 ·  이리남성여자고등학교 ·  이리여자고등학교 ·  이일여자고등학교 ·  익산고등학교 ·  인상고등학교 ·  인월고등학교 ·  임실고등학교

## 자
자유고등학교 ·  장수고등학교 ·  전라고등학교 ·  전북과학고등학교 ·  전북기계공업고등학교 ·  전북대학교 사범대학 부설고등학교 ·  전북베이커리고등학교 ·  전북여자고등학교 ·  전북외국어고등학교 ·  전북유니텍고등학교 ·  전북인공지능고등학교 ·  전북제일고등학교 ·  전북체육고등학교 ·  전북펫고등학교 ·  전일고등학교 ·  전주고등학교 ·  전주공업고등학교 ·  전주근영여자고등학교 ·  전주기전여자고등학교 ·  전주대학교 사범대학 부설고등학교 ·  전주상업정보고등학교 ·  전주생명과학고등학교 ·  전주성심여자고등학교 ·  전주솔내고등학교 ·  전주신흥고등학교 ·  전주여자고등학교 ·  전주영생고등학교 ·  전주예술고등학교 ·  전주제일고등학교 ·  전주중앙여자고등학교 ·  전주한일고등학교 ·  전주해성고등학교 ·  정읍고등학교 ·  정읍여자고등학교 ·  정읍제일고등학교 ·  정주고등학교 ·  줄포자동차공업고등학교 ·  지평선고등학교 ·  진경여자고등학교 ·  진안제일고등학교

## 차
칠보고등학교

## 타
태인고등학교

## 파
푸른꿈고등학교

## 하
한국게임과학고등학교 ·  한국경마축산고등학교 ·  한국기술부사관고등학교 ·  한국마사고등학교 ·  한국전통문화고등학교 ·  한국치즈과학고등학교 ·  한국한방고등학교 ·  한들고등학교 ·  한별고등학교 ·  함열고등학교 ·  함열여자고등학교 ·  해리고등학교 ·  호남고등학교 ·  호남제일고등학교